# Chilka (rivière)
Pour les articles homonymes, voir Chilka.
La Chilka (en russe : Шилка) est avec l'Argoun l'une des deux rivières russes dont la confluence donne naissance à l'Amour.

## Géographie
La rivière a une longueur de 560 km et son bassin a une superficie de 206 000 km2.
La rivière, le long de laquelle se trouve la ville éponyme de Chilka, naît dans l'est de la Sibérie, en Russie d'Asie, de la confluence des rivières Ingoda et Onon. À partir de Nertchinsk, la Chilka est navigable. La rivière se dirige vers la frontière russo-chinoise et rejoint l'Argoun pour donner naissance au fleuve Amour. La confluence a lieu à 65 km à l'ouest de Xilinji, capitale de la région chinoise de Mohe.
Les agglomérations les plus importantes bordant la Chilka sont Sretensk et Nertchinsk, en Russie.

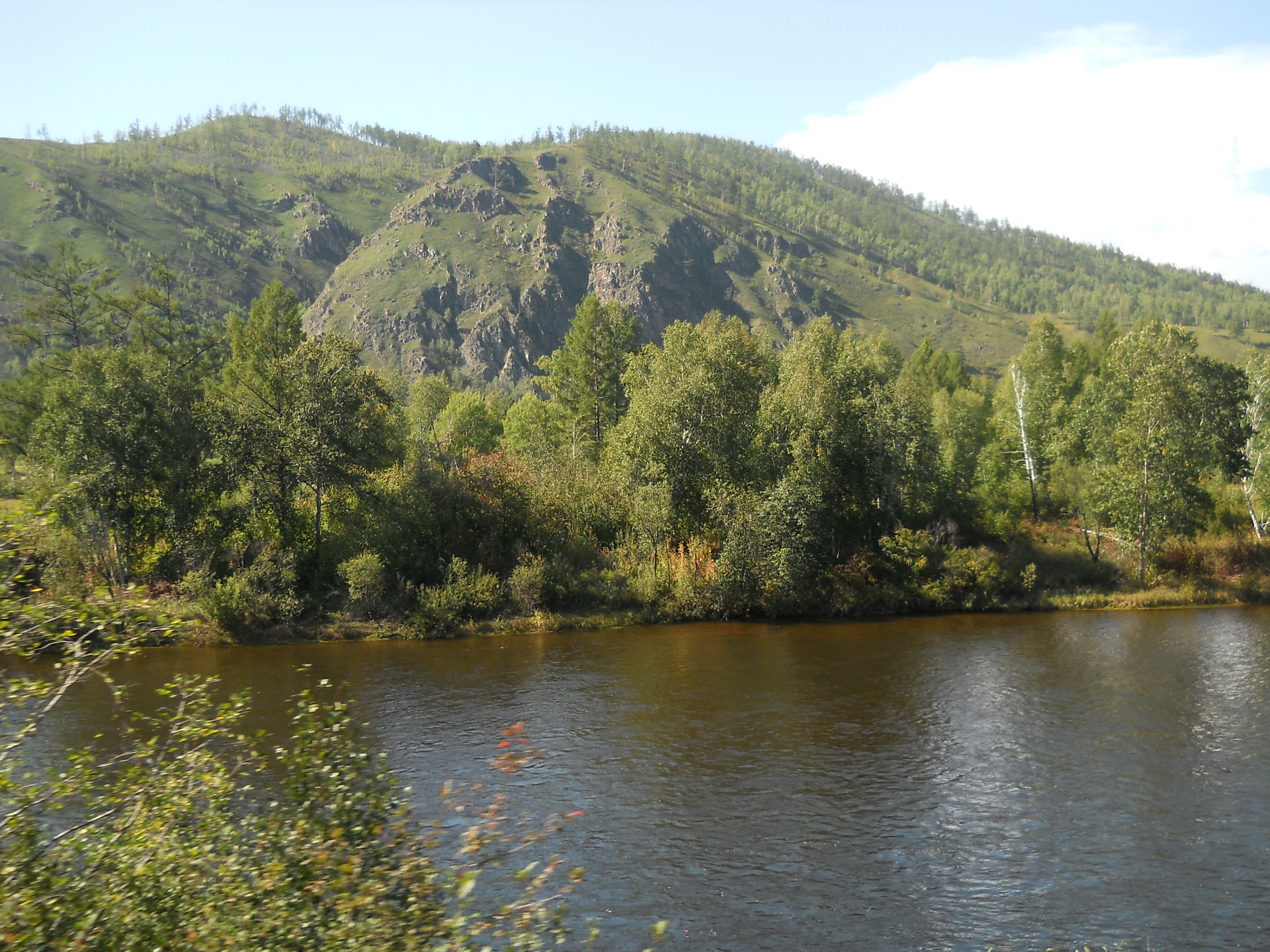
La Chilka dans les environs de Bolotov.

## Hydrométrie - Les débits à Tchassovaïa
Le débit de la Chilka a été observé pendant 50 ans (1936-1985) à Tchassovaïa, localité située à quelque 60 kilomètres du confluent avec l'Argoun . 
À Tchassovaïa, le débit inter annuel moyen ou module observé sur cette période était de 503 m3/s pour une surface prise en compte de 200 000 km2, soit plus de 95 % du bassin versant total de la rivière.
La lame d'eau écoulée dans le bassin atteint ainsi le chiffre de 79 millimètres par an, ce qui peut être considéré comme assez médiocre, et est lié aux faibles précipitations relevées 
sur la moitié sud du bassin.
Le débit moyen mensuel observé en mars (minimum d'étiage) est de 5,25 m3/s, soit moins de 0,5 % du débit moyen du mois d'août (1 175 m3/s), ce qui souligne l'amplitude extrêmement élevée des variations saisonnières. Sur la durée d'observation de 50 ans, le débit mensuel minimal a été de 0,89 m3/s en mars 1969, tandis que le débit mensuel maximal s'élevait à 4 060 m3/s en juillet 1958. 
En ce qui concerne la période estivale, libre de glaces (de mai à octobre inclus), le débit mensuel minimal observé a été de 258 m3/s en octobre 1966 et en octobre 1972, niveau restant encore abondant. Un débit mensuel estival inférieur à 250 m3/s est tout à fait exceptionnel. 